# شرف‌الدین صابونجی‌اوغلی
 شرف الدّین صابونجی اوغلی  (به ترکی استانبولی: Şerafeddin Sabuncuoğlu)،(تولد. ۱۳۸۵ - مرگ. ۱۴۶۸) پزشک و جراح ترک تباره عثمانی که در قرن پانزده میلادی می‌زیست. او اولین جراح زمان خود بود.

## زندگی
در سال ۱۳۸۵در آماسیه که در دوره امپراتوری عثمانی، مرکز تجارت، فرهنگ، و هنر بود متولد شد. پدربزرگش حاجی‌الیاس‌جلبی صابونجی‌اوغلی و پدرش علی‌جلبی نیز پزشک بود. او همزمان با عهد سلجوقیان روم، چهارده سال در بیمارستانی در آماسیه به عنوان طبیب و استاد، خدمت کرد و در سال ۱۴۶۵ در هشتاد سالگی یک کتاب به نام جراحی امپراتوری به زبان ترکی نوشت که متشکل از سه فصل و ۱۹۱ موضوعات و ۴۱۲ صفحه بود که سه نسخه دست‌نویس اصلی آن در استانبول و پاریس است و هر یک از نسخه‌ها تا حدی متفاوت از دیگر نسخه‌هاهستند.

## کتابها
- Mücerreb-name
- شرف‌الدین صابونجی اوغلی، Cerrahiyyetü'l Haniyye I
- شرف‌الدین صابونجی اوغلی، Cerrahiyyetü'l Haniyye II

## پیوندبه بیرون
- تکنیک‌های بیهوشی در قرن پانزدهم توسط شرف‌الدین صابونجی اوغلی، انجمن تحقیقات بین‌المللی بیهوشی